# Паягон – Йвама
Паягон – Йвама – перший газопровід, по якому подали блакитне паливо до столиці М'янми Янгона.
Ще у 1959 році в дельті Іраваді на південний захід від Янгону відкрили газове родовище Паягон. Втім, його розробка почалась лише за чверть століття, при цьому для видачі продукції в 1985-му ввели в дію газопровід до району Йвама на західній околиці Янгону, де вже кілька років як діяла ТЕС Йвама. Він мав довжину 87 км та був виконаний в діаметрі 250 мм. 
В 1986 році стала до ладу друга ділянка, яка проходила через Янгон та досягала промислової зони Танхльїн південніше від міста (тут ще з 1955-го діяв нафтопереробний завод). На цей раз загальна довжина трубопроводу склала 39 км, з яких 22 км виконали в діаметрі 250 мм, ще 10 км в діаметрі 350 мм та 7 км в діаметрі 150 мм.
Первісно запаси Паягон оцінили у 5,6 млрд м3, але вже у 1988-му на основі результатів розробки та через обводнення частини свердловин цей показник зменшили до 2,6 млрд м3. Втім, невдовзі до столиці подали блакитне паливо по газопроводу А'пяук – Янгон (1992), до якого в подальшому приєднались Н'яунгдонг – Янгон, Канбаук – Янгон та Ядана – Янгон.
Станом на початок 2010-х років родовище Паягон вже було виведене з експлуатації.